# الركابية

الركابية قبيلة سودانية هم أبناء ركاب بن عون بن غلام الله بن عايد (وفي رواية ركاب بن غلام الله). وولد ركاب خمسة أولاد وبنتاً واحدة. أما الأولاد فهم عبد الله وعبد النبي، وهما شقيقان، وحبيب الله وعجيب شقيقان، وزيد الفريد (وفي رواية زايد الضرير).
أما عبد الله فولِد حاج (جد الدواليب )، وفي رواية أنه حجة والد الدول ومن أولاده الشيخ علي ودعشيب جد العشيباب، وهم مستقرون مع الكواهلة والجنابة والعامراب وفي تقلي، ومنهم الدواليب ببارا في خرسي منهم الشيخ محمد بن إدريس، ويتصلون بالنسب مع أولاد عبد الصادق أدّب الفيلة في القلعة رانج غرب القضارف وشرق الشريف يعقوب. وبعضهم في ود أب حليمة شمال الخرطوم، ومنهم أسرة تمساح الكدرو شمال الحلفاية وأولاد عبد الهادي صبر بكردفان.
ومن الركابية السرجاب أبناء سراج أبو حمدية، والحاجموساب والبلاب والحاج عيساب الذي تزعمهم في المهدية عمر محمد بن محمد بن الحاج عيسى.
وهناك أسر كثيرة تنتسب إلى الركابية منها أولاد يعقوب عبد الرحمن وإخوانه بالركابية بأم درمان (م يعقوب سلمان)، وأولاد محمد خير بالشايقية منهم الحاج تميم الدار علي. وهناك الشيخ الطيب المرين بالهلالية. وأولاد الفكي محمد علي عابدين. وأولاد الفكي الزبير، وأولاد مراد في التي. وأولاد دوليب بأم درمان. وهناك أعداد كبيرة بالولي وأم دقرسي وأم ضبط وشرفت بالحلاوين. وللركابية حي بأم درمان فيه عربي المكاوي وأولاده وإخوانه. ومن الركابية أبو الفتح راجل سواكن. ومنهم أبناء حسب الله بن عمارة. واشتهر منهم أولاد جابر وهم أبناء رباط أخ ركاب وأمهم جنيبة بنت ركاب، ومنهم ركابية العفّاض ومن الركابية برفاعة أولاد افندينا وآل عثمان محجوب (م مالك الفضل وأسرة لطفي وأولاد النصري وأولاد إبراهيم محيسي وآل محمد طه، وأولاد حسب الله بن عمارة بدنقلا وأم درمان، وأولاد الزبير ومنهم أولاد عبد الواحد الركابي. ومنهم أولاد عبد الله يس ببارا ومنهم آل أبّو بالأبيض.